# Het Schip

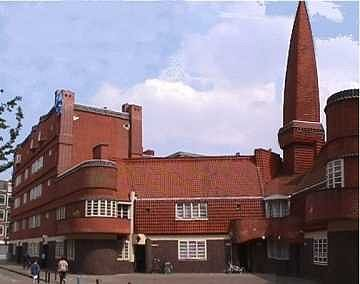
Amsterdam, edifici del Het Schip de Michel de Klerk 1917-20

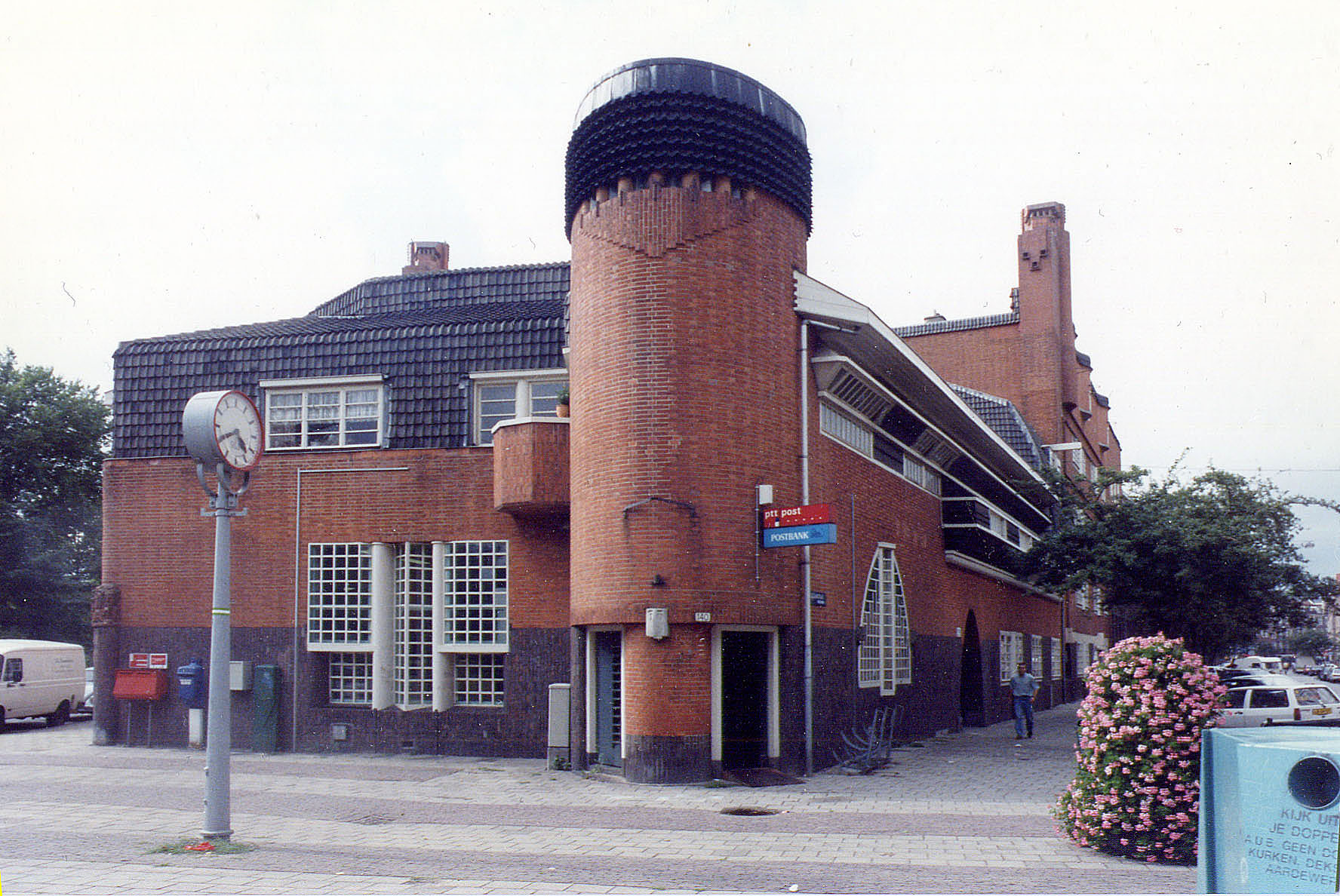
Antiga oficina de correus de Michel de Klerk 1917-20, reconvertida en el museu de l'Escola d'Amsterdam

El Het Schip ("El Vaixell") és un edifici d'apartaments situat al districte de Spaarndammerbuurt a la ciutat d'Amsterdam, entre els carrers Zaanstraat, Oostzaanstraat i Hembrugstraat. Fou construït en l'estil de l'anomenada Escola d'Amsterdam, un tipus d'arquitectura expressionista, encarregat per la immobiliaria "Eigen Haard" (Llar Pròpia). És, per si mateix, l'exemple més significatiu d'aquest corrent.
L'edifici va ser dissenyat per Michel de Klerk, i recorda les línies d'un vaixell o transatlàntic amb una aparença gens convencional, amb forma de proa. El seu disseny és de l'any 1919, i conté 102 habitatges per a obrers, un petit saló de trobada i una oficina de correus, la qual el 2001 es convertí en el Museu de l'Escola d'Amsterdam.

## Galeria

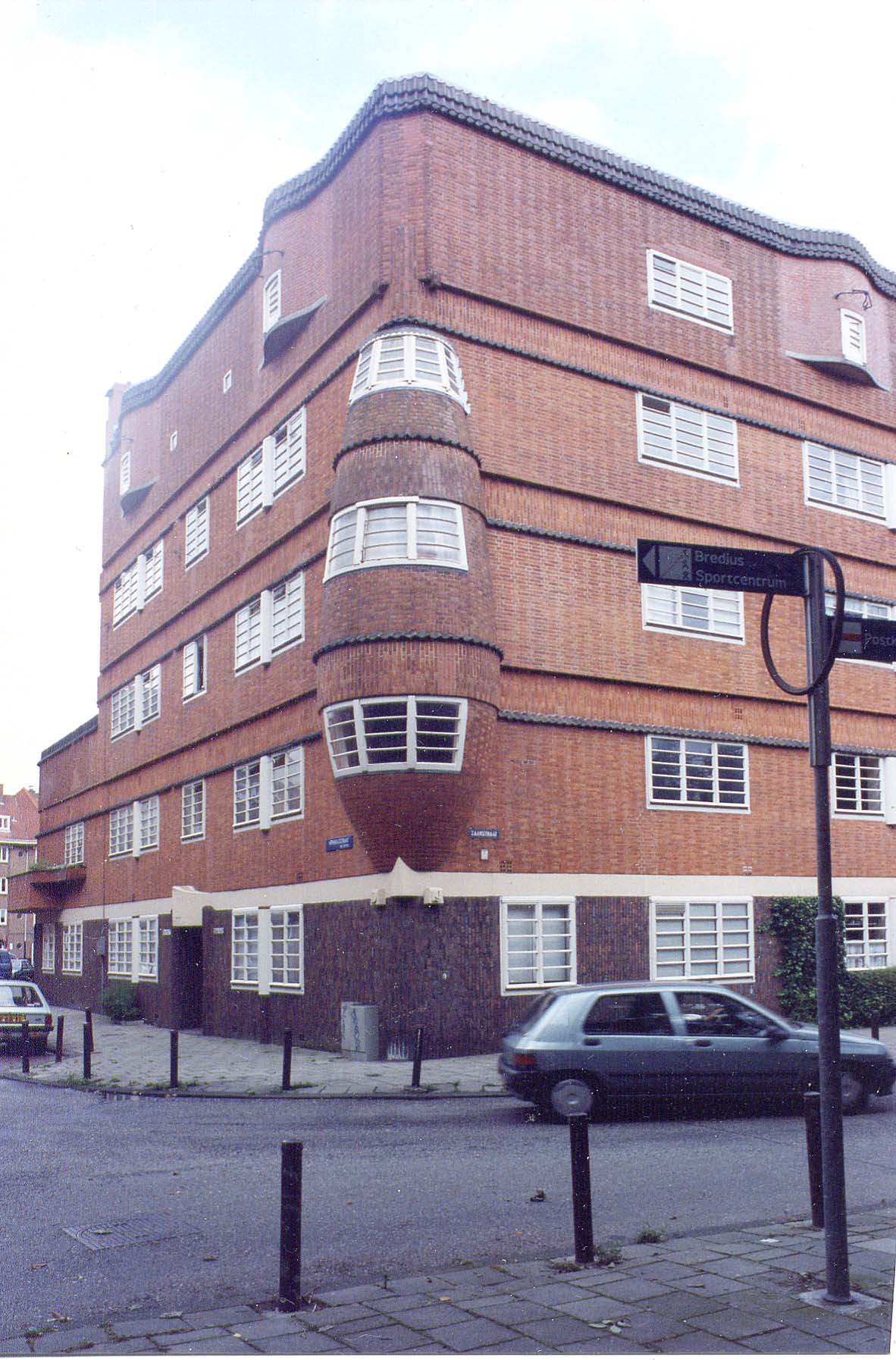
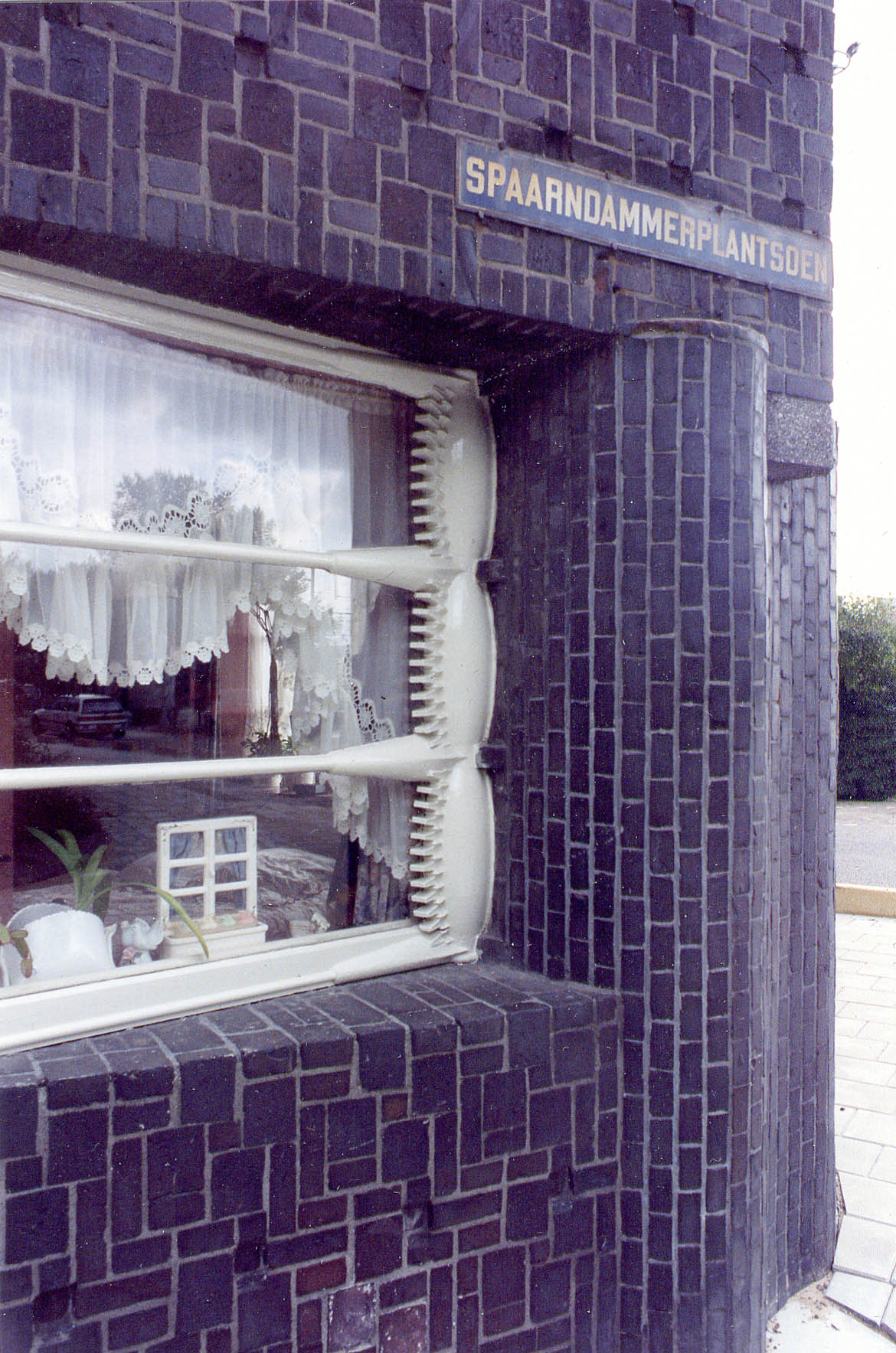
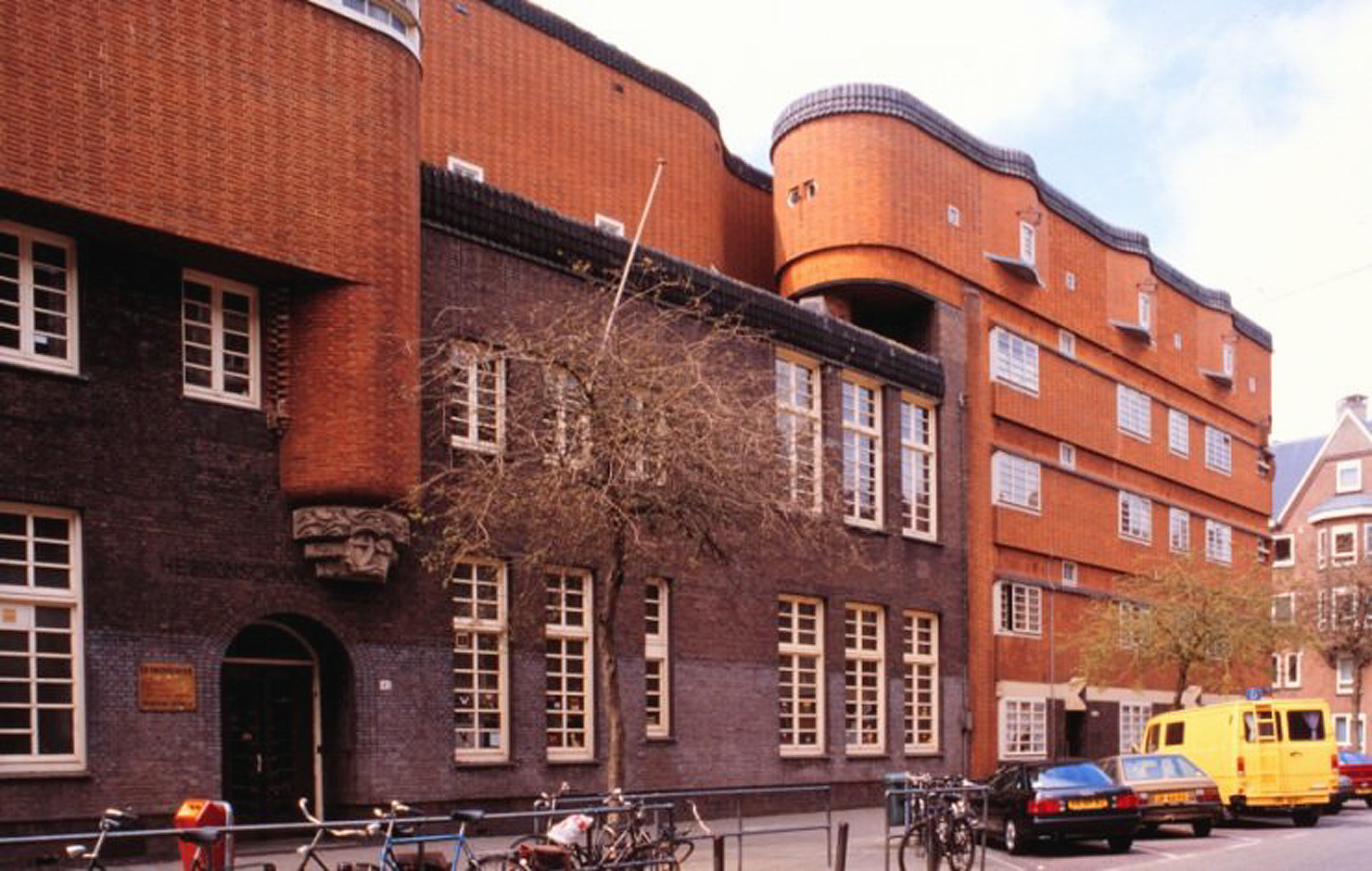
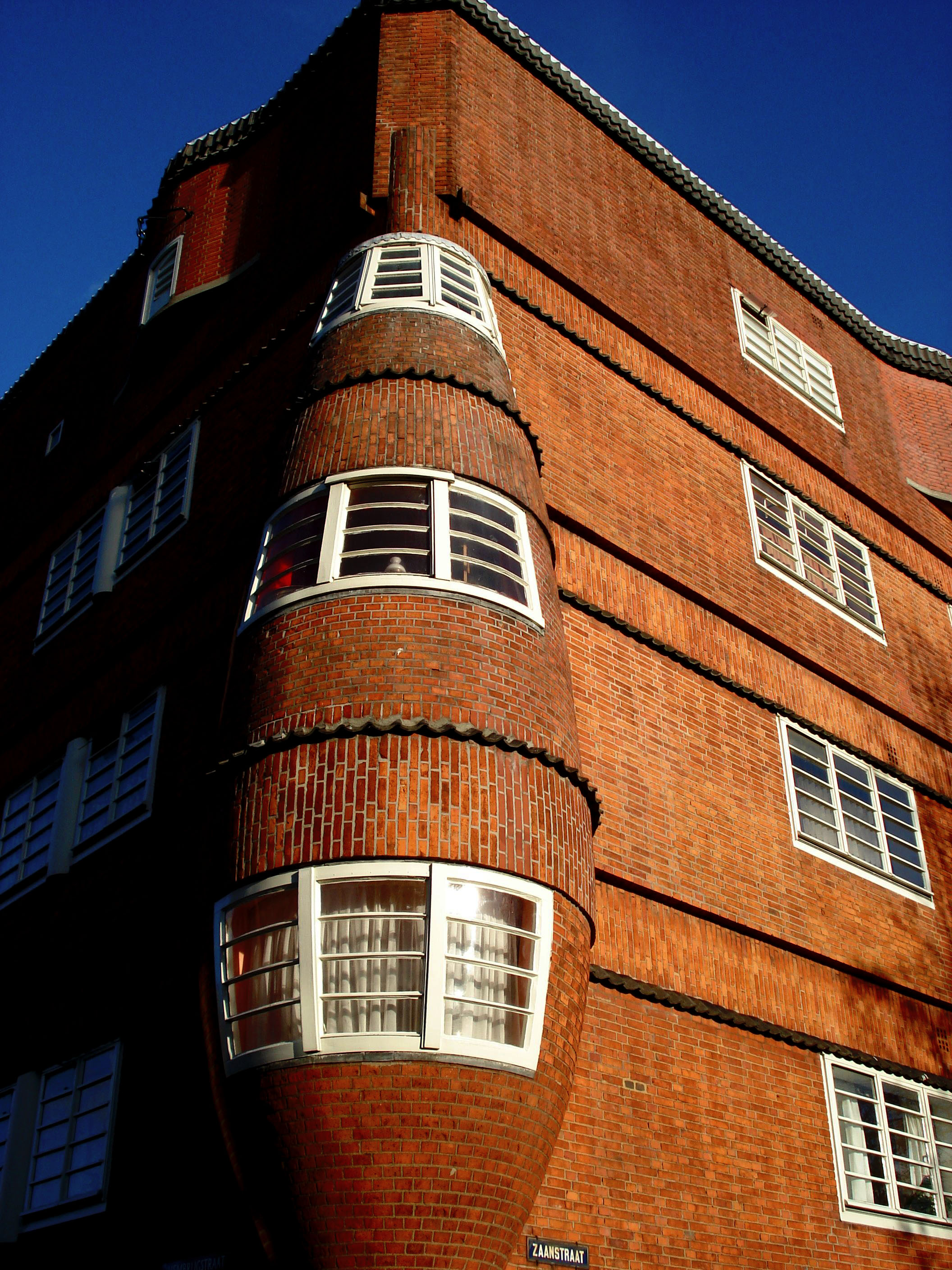
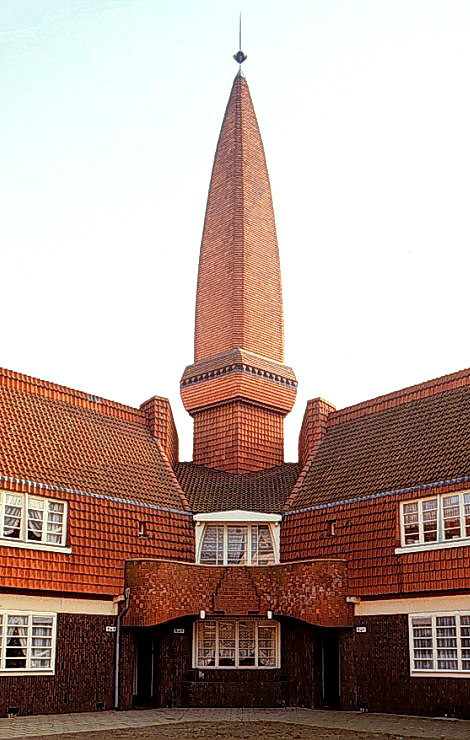
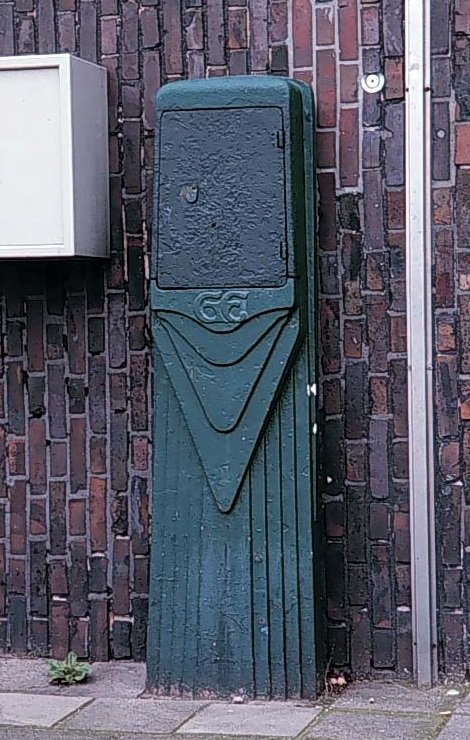